# ネットワーク電子戦システム

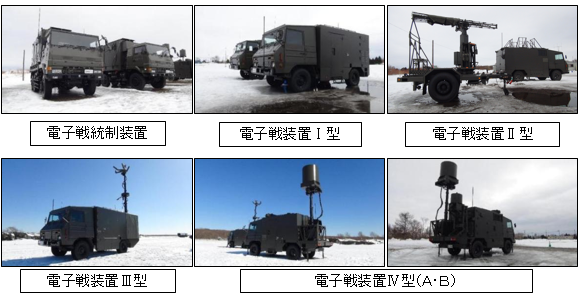
ネットワーク電子戦システム（NEWS）

ネットワーク電子戦システム（ネットワークでんしせんシステム、英: Network Electronic Warfare System、略語NEWS（ニュース））は、陸上自衛隊の装備。電波の収集・分析を行うとともに、相手方の通信電子活動を妨害して、作戦を有利に進めるためのシステム。電子戦システムの後継であり、開発当初の名称は新電子戦システム。
開発は防衛装備庁（開発開始時は技術研究本部）、製作は三菱電機・日本電気。

## 概要
NEWS以前における陸上自衛隊の電子戦装備として、電子戦システム（1995年（平成7年）度から1999年（同11年）度開発、2000年（同12年）度制式化）が開発・装備されたが、冷戦終結後の軍縮傾向を受けて配備先は大幅に縮小され、第1電子隊のみとなった。
その後、2003年（平成15年）よりアメリカ軍で始まったNCWコンセプトに基づくC4Iシステムの整備、これに伴う通信の重要性・質・量の増大と共に、これらを監視・妨害する電子戦装備の重要性が認識されるようになった。このため電子戦システムの損耗更新と敵が使用する電波へのより効率的な妨害を目的としたNEWSの開発が始まり、2010年（平成22年）度から2013年（平成25年）度に試作、2012年（平成24年）度から2015年（平成27年）度にかけて試験を実施、2019年（平成29年）度より量産が始まっている。開発開始段階での所要経費は42億円。
なお令和5年（2021年）度予算で電磁波領域における能力向上の一環として、「ネットワーク電子戦システム（NEWS）能力向上」として14億円が計上された。

## 特徴
NEWSは旧システムと比較して本土侵攻への対処以外に、冷戦終結後に事態発生可能性が増大した島嶼部侵攻・ゲリラ戦への対処が求められた。また従前に比べて増大した電波発信源への的確な対処、機動性の向上、味方が発する電波の障害にならないことが求められた。
上記の対応として、旧システムでは電子の収集・分析システムと、妨害システムが個別に開発されていたが、NEWSではシステム小型化と機動力向上、開発・ライフサイクルコスト低減等のため、陸自電子戦システムとして初の収集・妨害機能の一体開発が行われた。さらに機動力向上のため一部の電子戦装置以外は旧システムは不可能だった移動中の電波収集が可能となった。この技術（機動型電波収集技術）達成に伴う主要な開発技術として小型収集用空中線、方位測定処理アルゴリズムと統計処理手法が挙げられる。
2021年（令和3年）度の富士総合火力演習では、NEWSと火力戦闘指揮統制システムを連接し、観測データを用いた射撃指揮をおこなっている。

## 構成
NEWSは各周波数帯の電波収集・妨害を担任する「電子戦装置」、各電子戦装置が収集した情報の処理・分析、電子戦装置に対する指揮統制、他システム等との連接等機能を担当する「電子戦統制装置」から構成される。 
- 電子戦統制装置
- 電子戦装置I型…HF帯（AM無線等）
- 電子戦装置II型…VHF帯（FM無線等）
- 電子戦装置III型…UHF帯（多重通信等）
- 電子戦装置IV型(A)…SHF帯（レーダ等）
- 電子戦装置IV型(B)…同上

電子戦装置は各種多様なアンテナ・レドームを搭載しており、各周波数・電波発信源に対応している。

## 調達数・配備部隊
2019年（平成31年、令和元年）度予算で1式（26億円）、2020年（令和2年）度予算で1式（100億円）、2021年（令和3年）度予算で1式（87億円）が認められている。
電子作戦隊・通信学校・各方面隊のシステム通信科部隊に配備される。
陸上自衛隊は2014年（平成26年）から続くドンバス戦争や2020年（令和2年）のナゴルノ・カラバフ紛争で、ロシア連邦軍やロシア製兵器による電子戦が大きな戦果を挙げた点を重視し、電子戦部隊の拡充に取り組んでいる。2020年（令和2年）10月から11月に行われた陸上自衛隊システム通信訓練では、参加した第1電子隊がNEWSを装備したことが広報紙で確認できる。2021年（令和3年）3月には新たな電子戦専門部隊として、西部方面システム通信群隷下に新編された第301電子戦中隊に配備された。
この他に2021年（令和3年）度末までに朝霞駐屯地・奄美駐屯地・那覇駐屯地・留萌駐屯地、相浦駐屯地、知念分屯地に電子作戦隊隷下の小規模な電子戦部隊を新設した上で、随時配備する予定である。また与那国駐屯地にも2023年（令和5年）度を目処にNEWSの配備が検討されている。
さらに、ロシアへの懸念から、2024年（令和6年）3月21日に東千歳駐屯地の第1電子隊が電子作戦隊隷下の第302電子戦中隊に改編された。

### 配備部隊・機関
- 通信学校
  - 通信教導隊
- 陸上総隊
  - 電子作戦隊